# الإسلام في سان مارينو
الإسلام في سان مارينو هو أقلية دينية حيث أن أكثر من 97% من سكانها مسيحيون كاثوليكيون. في حين أن أقل من 0.1% من الساكنة مسلمة.